# William Blume Levy
William Blume Levy (født 14. januar 2001 på Kalsbøl Gods) er en professionel cykelrytter fra Danmark, der er på kontrakt hos Uno-X Mobility.
I 2019 vandt han Flandern Rundt for juniorer.